# Bintou Marie Ruth Diallo
Bintou Marie Ruth Diallo, née le 28 décembre 1977 à Diébougouest une sociologue et activiste burkinabè des droits humains.

## Biographie

### Études et enfance
Bintou Diallo grandit à Nouna dans la province du la Kossi où elle fait son école primaire et le collège. Après le baccalauréat en 1998, elle poursuit ses études supérieures à l'université Cheikh-Anta-Diop de Dakar, dans le département de sociologie de la faculté des arts et sciences humaines. En 2011, elle poursuit ses recherches en développement et changement socio-économiques. Elle est l'ainée de deux familles de cinq et de trois enfants et est mère d'une fille.

### Engagements
De retour au pays, Diallo s'engage dans la promotion des droits humains, notamment ceux des jeunes à travers l'organisation citoyenne Afrika Tomorrow. Afrika Tomorrow a quatre projets où elle fait un plaidoyer pour la promotion et le développement de la jeunesse en Afrique. Il s'agit du:
- Programme Coachmoi  est un programme d'accompagnement en leadership et développement personnel au profit des jeunes filles. Il est mis en œuvre depuis plusieurs années. Les jeunes filles issues de ce programme sont appelées Kandace. Le dimanche 21 Janvier 2024, les filles issues de la 4è Cohorte de ce programme ont fait leur sortie de promotion après 18 mois de formation.
- CréaHub est un programme qui accompagne et soutien les projets de jeunes entrepreneurs;
- Écoles durables promeut une éducation pour tous et l'engagement citoyen;
- et enfin le Label « Objectifs du développement durable (ODD) » qui travaille à ce que les entreprises intègrent les composantes des ODD dans leurs actions[7],[8].

### Carrière internationale
Associée de TallMédia, et présidente du comité directeur de Afrika Tomorrow,, une organisation citoyenne basée au Burkina, Bintou Diallo accompagne des réseaux de jeunes en Guinée, au Mali, au Sénégal, au Burkina Faso et en Côte d'Ivoire.Lors du Forum de l’Emploi et de l’Entreprenariat des Femmes (FEEF) elle encourage les femmes à dépasser les pesanteurs négatives pour affirmer leur leadership.Elle travaille aux Nations unies comme chargée des partenariats et financement du développement dans le bureau de la coordinatrice résidente et humanitaire du système des Nations unies,. Elle est coach et consultante en développement personnel, formatrice et modératrice professionnelle auprès d'institution internationale public et privée. En 2023, elle participe à la 6ème édition du Prix Orange de l'Entrepreneur Social Afrique et Moyen Orient (POESAM) en tant que membre du Jury.

## Distinction
- 2021 : Prix Sulah[14].
- 2022: Prix Timothy Bowles du leadership et des droits de l'homme en Afrique
- 2024: Décoré chevalier de l'ordre des arts, des lettres et de la communication à l'occasion de la 21è édition de la Semaine Nationale de la Culture[15]